# فريدريش فون بيرناردي
فريدريش فون بيرناردي (بالألمانية: Friedrich von Bernhardi)‏ (و. 1849 – 1930 م) هو مؤرخ عسكري، وضابط ألماني، ولد في سانت بطرسبرغ، توفي في جيلينيا جورا، عن عمر يناهز 81 عاماً.

## الخدمة العسكرية
خدم في الجيش البروسي.

## جوائز
حصل على جوائز منها:
- وسام الاستحقاق
- وسام فرانز جوزيف
- وسام ألبرت الملكي الساكسوني [الإنجليزية]‏

## روابط خارجية
- فريدريش فون بيرناردي على موقع الموسوعة البريطانية (الإنجليزية)